# Костадин Латинов
Костадин Латинов (роден на 18 юли 1947 г.) е бивш български футболист, ляво крило, а впоследствие треньор по футбол. Една от най-големите клубни легенди на Хасково, където преминава почти цялата му състезателна кариера.

## Биография
Родом от София, Латинов е възпитаник на школата на Локомотив (София), където остава до 16-годишна възраст. След това започва работа и играе в Софийската областна група. През 1966 г. след като влиза в казармата облича екипа на Миньор (Маджарово) и е част от отбора, който печели промоция за Б група. Заради силните си игри привлича вниманието на редица родни клубове.
На 1 октомври 1968 г. Латинов преминава в редиците на Хасково. Остава в отбора 15 сезона до приключване на кариерата си през 1983 г., превръщайки се в една от най-ярките фигури в историята на клуба. Девет години е капитан на тима. За Хасково записва общо 445 мача със 132 гола – 77 мача с 10 гола в А група и 368 мача със 122 гола в Б група. Лидер на състава, който през сезон 1977/78 класира Хасково за първи път в елитното ни първенство.
След края на футболната си кариера започва да работи като треньор. През 1984 г. става помощник-треньор на Хасково в щаба на Евгени Янчовски.
През 2018 г. е избран за Почетен гражданин на Хасково.